# Yongaksan Bank
Yongaksan Bank  est une banque nord-coréenne, établie en 1983 et basée à Pyongyang. Cette banque s'occupe de créer des comptes commerciaux pour des sociétés commerciales, comme la Yongaksan Trading Corporation.